# Bernhard von Uhde
Bernhard Uhde, ab 1883 von Uhde, (* 24. Juli 1817 in Lindenau; † 14. Juli 1883 in Dresden) war ein deutscher Jurist und Politiker. Uhde wurde 1862 Kreisdirektor von Zwickau und war ab 1875 Präsident des Evangelisch-Lutherischen Landeskonsistoriums im Königreich Sachsen.

## Leben

### Familie
Die Familie Uhde, auch Uhden, kam ursprünglich aus Gardelegen in der Altmark, wo bereits zu Beginn des 15. Jahrhunderts Angehörige urkundlich erscheinen. 1410 wird Ciriacus Ude als Ratmann und 1486 Udo Udonis als Bürgermeister zu Gardelegen erwähnt. Die ununterbrochene Stammreihe des Geschlechts beginnt mit Christian Röttger Heinrich Uhde, Kaufmann in Egeln, zu Beginn des 17. Jahrhunderts.
Sein Vater Christian Ferdinand Uhde (1793–1862) war zunächst Kaufmann und lebte später als Privatier in Dresden. Er heiratete Henriette († 1866), eine geborene Richter, die Mutter von Bernhard. Seine Schwester Anna Constantia Johanna Uhde ehelichte Carl Heinrich Leo Weber, den Begründer der Hamburger Firma Weber & Schaer.

### Beruflicher Werdegang
Uhde besuchte die Blochmannsche Erziehungsanstalt, das spätere Vitzthum-Gymnasium, in Dresden und studierte Rechtswissenschaften an der Universität Leipzig und der Universität Heidelberg. Nach erfolgreichem Abschluss wurde er im August 1840 Advokat in Dresden und 1842 Gerichtsdirektor des Patrimonialgerichts der Herrschaft Wolkenburg der Grafen von Einsiedel. Während dieser Zeit bewohnte die Familie Uhde den Nordflügel von Schloss Wolkenburg. 1851 trat er in den königlich sächsischen Staatsdienst als außerordentlicher Rat bei der Kreisdirektion in Dresden und wurde 1855 Regierungsrat bei der Kreisdirektion in Zwickau.
1861 wurde Uhde in das sächsische Innenministerium versetzt und zum Geheimen Regierungsrat ernannt sowie 1862 zum Polizeidirektor von Dresden berufen. Aber schon wenige Monate später übernahm er das Amt des Kreisdirektors in Zwickau. Er erwarb sich große Verdienste bei der Armenpflege und half großzügig bei der Beseitigung der durch einen Brand im August 1867 in Johanngeorgenstadt verursachten Schäden. Zum Dank wurde er 1868 zum Ehrenbürger von Johanngeorgenstadt und 1874 von Zwickau ernannt. Auch die Städte Oelsnitz und Eibenstock verliehen ihm die Ehrenbürgerwürde, letztere benannte eine Straße nach ihm.
Bei der ersten Wahl zum Reichstag des Norddeutschen Bundes im Februar 1867 kandidierte Uhde im Wahlkreis 18 des Königreiches Sachsen, er umfasste die Städte Zwickau, Crimmitschau und Werdau, für die Konservativen. Das Mandat erhielt aber Reinhold Schraps, der Kandidat der Sächsischen Volkspartei.
1874 wurde er in das sächsische Finanzministerium berufen und zum Abteilungsdirektor ernannt. Aber bereits im September 1875 übernahm Uhde als Geheimer Rat die Leitung des Evangelisch-Lutherischen Landeskonsistoriums für das Königreich Sachsen, ein Amt, das er bis zu seinem Tod ausübte. Während seiner Amtszeit trat die Agende und die Accidenzien-Ordnung der geistlichen Stellen in Kraft. Auch ein neues Landesgesangbuch konnte veröffentlicht werden. Für seine Verdienste erhielt Uhde von König Albert von Sachsen am 3. April 1883 zu Dresden den Adelsstand für sich und seine Nachkommen. Das dabei verliehene Wappen ist identisch mit dem Wappen des 1871 in den Adelsstand erhobenen preußischen Justizministers Alexander von Uhden.
Bernhard von Uhde starb nur wenige Wochen später am 14. Juli 1883, im Alter von 65 Jahren, in Dresden nach längerer Krankheit. Ein Kuraufenthalt in Bayern kurz zuvor brachte nur eine scheinbare Besserung seines Zustandes. Er wurde am 17. Juli 1883 unter großer Anteilnahme auf dem Alten Annenfriedhof in Dresden bestattet. Die Trauerreden hielten der Oberhofprediger Ernst Volkmar Kohlschütter und der Kultusminister Karl von Gerber. Uhde war Ritter des sächsischen Zivilverdienstordens und seit 1878 Ritter 2. Klasse des preußischen Kronenordens mit Stern.

### Ehe und Nachkommen
Bernhard von Uhde heiratete Clara Auguste Anna Nollein (* 27. September 1824; † 3. Februar 1898), die Tochter von Friedrich Nollein (1789–1846). Die Familie Nollein kam ursprünglich aus Frankreich. Sein Schwiegervater war Privatsekretär des sächsischen Kabinettsministers Detlev von Einsiedel und später Sekretär der königlich sächsischen Kunst- und Wissenschaftlichen Sammlung in Dresden.
Aus der Ehe gingen drei Kinder, zwei Töchter und ein Sohn hervor. Die Erstgeborene Clara (1850–1920) wurde Porzellanmalerin und ihre jüngere Schwester Anna (1846–1904) Zeichnerin. Der einzige Sohn Fritz von Uhde, getauft Friedrich Hermann Carl, diente als Offizier in der königlich sächsischen Kavallerie. Er wurde ein bedeutender Maler und Zeichner. Sein Talent hatten bereits seine Eltern, die beide ebenfalls malerisch aktiv waren, erkannt und gefördert.